# Where Did the Night Fall
Where Did the Night Fall è il quinto album discografico in studio degli Unkle, pubblicato nel 2010 dalla Surrender All.

## Tracce
Versione standard
1. "Nowhere" – 0:40
2. "Follow Me Down" (feat. Sleepy Sun) – 4:23
3. "Natural Selection" (feat. The Black Angels) – 4:10
4. "Joy Factory" (feat. Autolux) – 3:59
5. "The Answer" (feat. Big in Japan) – 4:40
6. "On a Wire" (feat. ELLE J) – 4:52
7. "Falling Stars" (feat. Gavin Clark) – 5:48
8. "Heavy Drug" – 1:13
9. "Caged Bird" (feat. Katrina Ford dei Celebration) – 5:08
10. "Ablivion" – 4:29
11. "The Runaway" (feat. ELLE J) – 3:45
12. "Ever Rest" (feat. Joel Cadbury dei South) – 4:21
13. "The Healing" (feat. Gavin Clark) – 4:27
14. "Another Night Out" (feat. Mark Lanegan) – 5:12
15. "Close Your Eyes" (feat. ELLE J) – 5:25 (solo nella versione australiana)

Limited Edition
1. "Nowhere (Instrumental)" – 4:10
2. "Follow Me Down (Instrumental)" – 4:23
3. "Natural Selection (Instrumental)" – 4:10
4. "Joy Factory (Instrumental)" – 3:59
5. "The Answer (Instrumental)" – 4:40
6. "On a Wire (Instrumental)" – 4:52
7. "Falling Stars (Instrumental)" – 5:48
8. "Heavy Drug (Instrumental)" – 4:24
9. "Caged Bird (Instrumental)" – 5:08
10. "Ablivion (Instrumental)" – 4:29
11. "The Runaway (Instrumental)" – 3:45
12. "Ever Rest (Instrumental)" – 4:21
13. "The Healing (Instrumental)" – 4:27
14. "Another Night Out (Instrumental)" – 5:12

Another Night Out (secondo CD nell'edizione 2011)
1. "Somewhere" – 1:12
2. "In My Mind" (featuring Gavin Clark) – 4:44
3. "Money and Run" (feat. Nick Cave) – 5:16
4. "The Dog Is Black" (feat. Liela Moss) – 5:03
5. "Only the Lonely" (Over Dub) – 4:27
6. "Wash the Love Away" (feat. Gavin Clark) – 5:12
7. "Sunday Song" (feat. Rachel Fannan) – 6:46
8. "With You in My Head" (feat. The Black Angels) – 5:11
9. "Country Tune" (feat. Gavin Clark) – 5:16
10. "Not a Sound" – 5:15
11. "When the Lights Go Out/We Own the Night" – 5:36
12. "Every Single Prayer" (feat. Gavin Clark) – 5:13
13. "Forever" (feat. Ian Astbury) – 4:26 (solo nelle versioni australiana e giapponese)